# Parafia Matki Bożej Pocieszenia w Lipnicy
Parafia Matki Bożej Pocieszenia w Lipnicy – parafia rzymskokatolicka znajdująca się w Lipnicy i należąca do diecezji sandomierskiej w dekanacie Raniżów. Wyodrębniona z parafii Dzikowiec 24 czerwca 1978 roku. Prowadzą ją księża diecezjalni. Kościół parafialny pw. Matki Bożej Pocieszenia w Lipnicy wybudowany w 1977.

## Historia
Od II połowy XVI wieku do 1572 roku należała do parafii Raniżów. W latach 1873–1874 wybudowano kaplicę w Lipnicy (zburzona w 1977).